# 폴란드 국제방송
폴란드 국제방송(폴란드어: Polskie Radio dla Zagranicy)은 폴란드의 국제방송이다. 7개의 언어로 하루에 총 11시간씩 전 세계를 향해 방송하고 있다.

## 연혁
- 1936년 폴란드어와 영어로 단파방송 시작.

## 방송 언어
- 폴란드어
- 영어
- 독일어
- 러시아어
- 우크라이나어
- 벨라루스어
- 에스페란토

## 같이 보기
- 폴란드 라디오